# Pont-lès-Bonfays
Pont-lès-Bonfays là một xã, nằm ở tỉnh Vosges trong vùng Grand Est của Pháp. Xã này có diện tích 4,47 km², dân số năm 1999 là 89 người. Xã này nằm ở khu vực có độ cao trung bình 300 m trên mực nước biển.

## Hành chính
| Danh sách các xã trưởng                |              |                |      |         |
| Giai đoạn                              | Giai đoạn    | Tên            | Đảng | Tư cách |
|                                        | tháng 3 2001 | Jacques Lalloz |      |         |
| Tất cả các dữ liệu trước đây không rõ. |              |                |      |         |

## Biến động dân số
| 1962                                         | 1968 | 1975 | 1982 | 1990 | 1999 |
| -------------------------------------------- | ---- | ---- | ---- | ---- | ---- |
| 108                                          | 111  | 84   | 72   | 74   | 89   |
| Số liệu từ năm 1962: Dân số không tính trùng |      |      |      |      |      |